# Регионален исторически музей (Шумен)
Вижте пояснителната страница за други значения на Регионален исторически музей.
Регионалният исторически музей в Шумен е сред най-старите и големи музеи в България.
Създаден е през 1904 г. В него се съхраняват над 150 000 експоната от петото хилядолетие пр. н.е. до 20 век.
В структурата на музея са включени 2 национални резервата – национален историко-археологически резерват „Плиска“ и национален историко-археологически резерват „Мадара“, както и археологически резерват „Шуменска крепост“, 4 къщи музеи – Къща музей „Панайот Волов“, Къщамузей „Добри Войников“, Къща музей „Лайош Кошут“ и Къща музей „Панчо Владигеров“, късноантична крепост „Войвода“ и гробничен комплекс „Ивански“.

## История
Начало на музейното дело в Шумен поставя учителят Сава Доброплодни. Провежда през 1857 г. първата експедиция до руините на Преслав. С материалите, които са събрани от нея, е подредена училищна музейна сбирка в библиотеката на Мъжкото класно училище. До Освобождението продължава събирането и съхраняването на старини. След като Карел Шкорпил открива останки от Плиска, се стига до идеята на Рафаил Попов за създаване на археологическо дружество. През 1902 г. е учредено дружеството. На 29 юни 1904 г. в културния център на града е открит окръжен музей. Сегашната сграда на музея е построена специално за музея през 1981 г.

## Експозиция
В музея се съхраняват над 150 000 експоната, подредени в 8 зали. Експозицията на музея е подредена хронологически по исторически епохи. От 31 март 2017 г. е оворен за посещение и комплекс „Авшарян“, който е част от Регионалния исторически музей в Шумен от април 2016 г.

### Праистория
Експозицията в зала „Праистория“ представя материалната и духовна култура от неолитното селище при Ловец, халколитното селище при голямата и малката пещера при Мадара, представени са и експонати от могилата Коджадермен, селищните могили при Салманово, Ловец, Виница, Сушина, Иваново, Сини вир, Смядово и надгробните могили при Мировци, Мадара, Калугерица, Царев брод.

### Античност
В зала „Античност“ е експонирана тракийска гробница от ІV в. пр. Хр., открита в надгробна могила край Смядово. Това е единствената гробница на Балканския полуостров, която е експонирана в музей.

### Средновековие
Средновеквието е представено в две вкспозиционни зали. В първата зала са представени експонати от създаването на Първата българска държава и находки от Плиска. Във втората се представят експонати от Второто българско царство намерени в Преслав, Мадара, Шуменската крепост и аул на хан Омуртаг.

### История на българските земи ХV – ХІХ в.
В залата се разказва историята на българските земи в периода от ХV – ХІХ в. В експозицията са показани снимки, документи и предмети от историята на Шумен по време на османското владичество.

### Българско Възраждане
В зала „Възраждане“ е представена историята на българското Възраждане, като е отделено особено внимание на просветната дейност и на първия български оркестър, чийто ръководител е Добри Войников.

### Християнска култура ХVІІ – ХІХ в.
Залата е обособена през 1991 г., когато е направена специална експозиция, посветена на християнската култура от ХVІІ – ХІХ в. Показани са икони, книги за литургии, царски двери.

### Съкровищница
В залата се съхранява богата нумизматична колекция от над 100 000 монети, част от които са уникални. Монетите са изложени в хронологичен вид. Тук се съхранява най-голямата в страната колекция от български и византийски оловни печати. Експонирани са хронологически, материали от благородни метали и уникати. Експонирана е част от богатата колекция от огнестрелно и хладно оръжие от ХVІ–ХІХ в.

### Временни изложби
Временни изложби се представят във фоайето и мраморното фоайе на музея.

## Научна дейност
Регионалният исторически музей в Шумен е културен и научен институт, издаващ собствено научно издание извършва „Известия на исторически музей – Шумен“. Разполага с библиотека с над 25 000 тома научна литература и периодични издания, реставрационно-консервационни ателиета и фотолаборатория. Извършват се проучвания на територията на Шуменския регион.

## Туризъм
Историческият музей е част от 100-те национални туристически обекта на Българския туристически съюз. Намира се под № 94, заедно с Шуменската крепост.